# Madison (New Jersey)

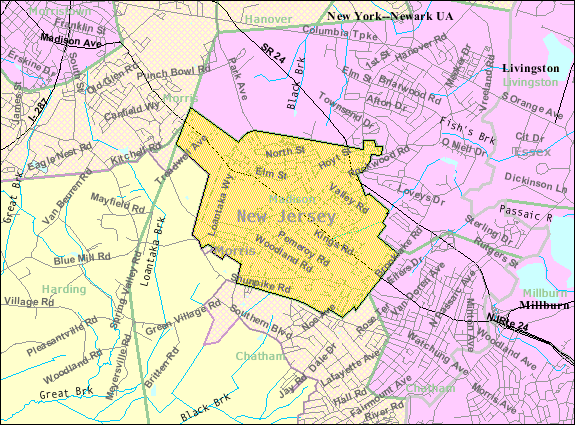
mappa di Madison

Madison è un burough della Contea di Morris nel New Jersey, Stati Uniti d'America.
Al censimento del 2010 Madison aveva 15 845 abitanti distribuiti su una superficie di 10,9 km² con una densità di 1 453 abitanti/km².

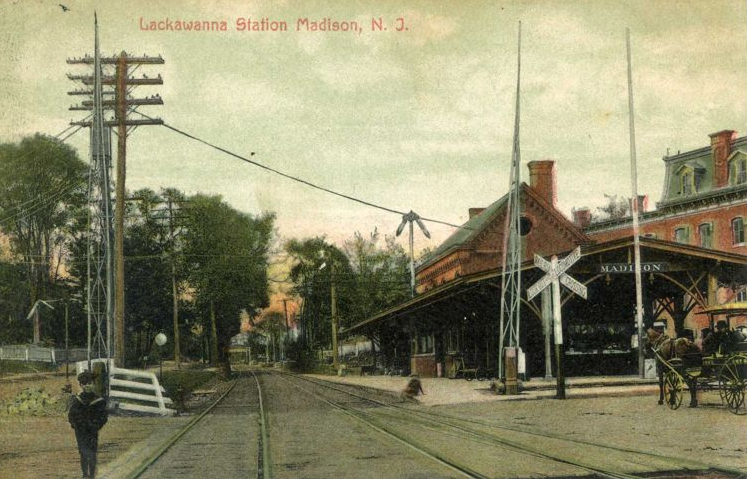
Madison station, pre-1916

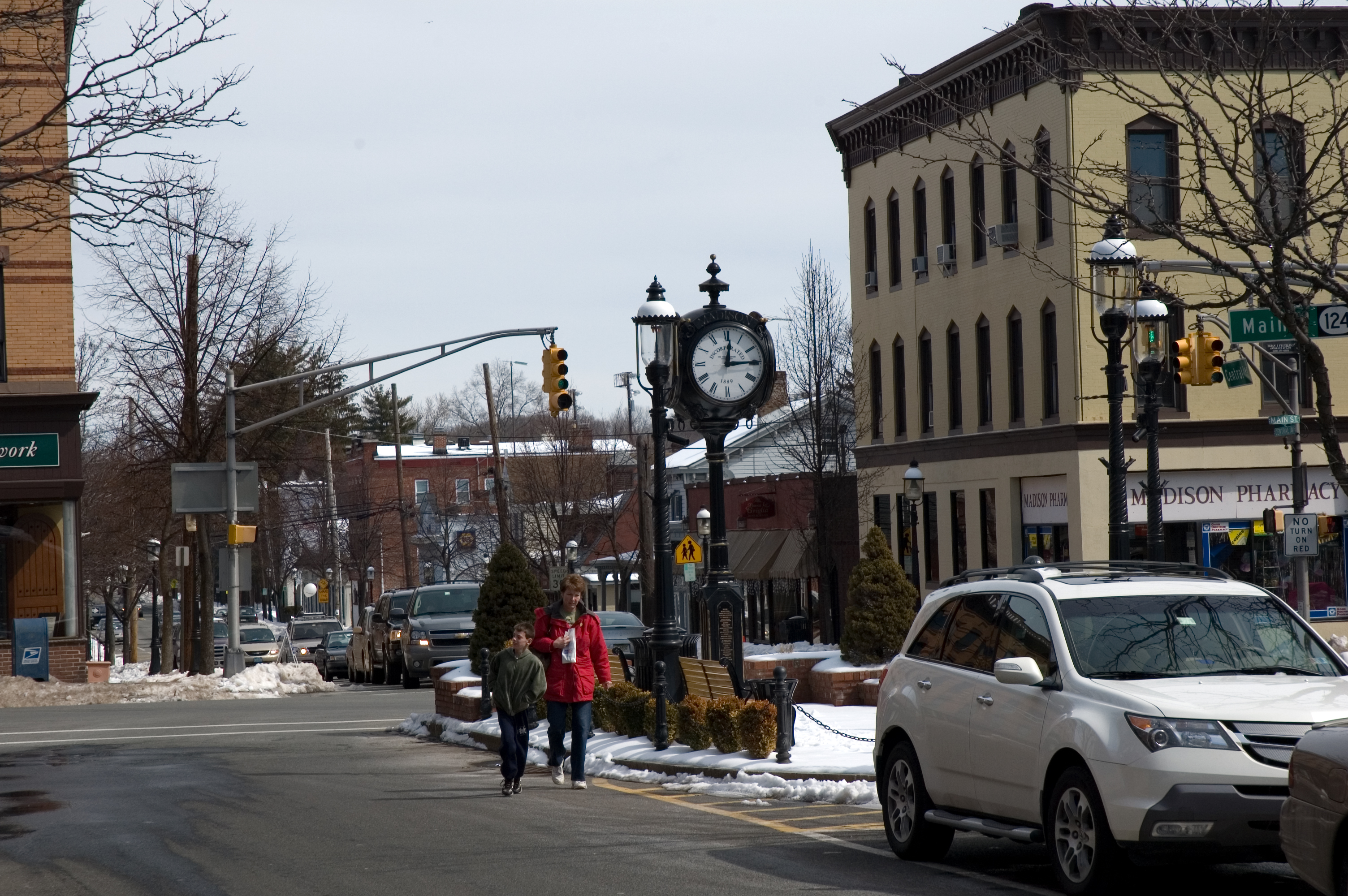
Downtown Madison